# Candidae
Candidae zijn een familie van mosdiertjes uit de orde Cheilostomatida en de klasse Gymnolaemata.

## Geslachten
- Amastigia Busk, 1852
- Aquiloniella Vieira, Spencer Jones, Winston, Migotto & Marques, 2014
- Aspiscellaria Vieira, Spencer Jones, Winston, Migotto & Marques, 2014
- Bathycellaria Vieira, Spencer Jones, Winston, Migotto & Marques, 2014
- Bobinella d'Hondt, 1981
- Caberea Lamouroux, 1816
- Cabereopsis Hasenbank, 1932
- Canda Lamouroux, 1816
- Candoscrupocellaria d'Hondt & Gordon, 1996
- Cradoscrupocellaria Vieira, Spencer Jones & Winston, 2013
- Diplobicellariella d'Hondt, 1985
- Emma Gray, 1843
- Eupaxia Hasenbank, 1932
- Hoplitella Levinsen, 1909
- Licornia van Beneden, 1850
- Maplestonia MacGillivray, 1885
- Menipea Lamouroux, 1812
- Monartron Canu & Bassler, 1929
- Notoplites Harmer, 1923
- Notoplitesigia d'Hondt, 1987
- Paralicornia Vieira, Spencer Jones, Winston, Migotto & Marques, 2014
- Penemia Gordon, 1986
- Pomocellaria Vieira, Spencer Jones, Winston, Migotto & Marques, 2014
- Pseudoporicellaria d'Hondt, 1987
- Scrupocaberea Vieira, Spencer Jones, Winston, Migotto & Marques, 2014
- Scrupocellaria van Beneden, 1845
- Scrupocellarinella d'Hondt & Schopf, 1985
- Semibugula Kluge, 1929
- Sinocellaria Vieira, Spencer Jones, Winston, Migotto & Marques, 2014
- Tricellaria Fleming, 1828